# Crêt Chedry
Crêt Chedry är en kulle i Schweiz. Den ligger i kantonen Neuchâtel, i den västra delen av landet, 80 km väster om huvudstaden Bern. Toppen på Crêt Chedry är 1 170 meter över havet.